# Подгорное (Красногвардейский район)
Подго́рное (до 1948 года Джайчи́; укр. Підгірне, крымскотат. Cayçı, Джайчы) — исчезнувшее село в Красногвардейском районе Республики Крым, располагавшееся на юго-востоке района, в степной части Крыма, примерно в 1,5 км к западу от села Золотое.

## История
Деревня была основана в Табулдинской волости Симферопольского уезда в 1895 году немцами (лютеранами и католиками) на 2391 десятинах земли. По «…Памятной книжке Таврической губернии на 1902 год» на хуторе Джайчи (вместе с деревней Алатай), входившей в Алатайское сельское общество числилось 65 жителей в 9 домохозяйствах. По Статистическому справочнику Таврической губернии. Ч.II-я. Статистический очерк, выпуск шестой Симферопольский уезд, 1915 год, в деревне Джайчи Табулдинской волости Симферопольского уезда числилось 10 дворов с немецким населением в количестве 39 человек приписных жителей и 27 — «посторонних».
После установления в Крыму Советской власти и учреждения 18 октября 1921 года Крымской АССР, в составе Симферопольского уезда был образован Биюк-Онларский район, в состав которого включили село. В 1922 году уезды получили название округов. 11 октября 1923 года, согласно постановлению ВЦИК, в административное деление Крымской АССР были внесены изменения, в результате которых был ликвидирован Биюк-Онларский район и село включили в состав Симферопольского. Согласно Списку населённых пунктов Крымской АССР по Всесоюзной переписи 17 декабря 1926 года, в селе Джайчи, Табулдинского сельсовета Симферопольского района, числился 21 двор, все крестьянские, население составляло 103 человека, из них 92 немца, 9 украинцев, 1 русский, 1 еврей, действовала немецкая школа. Постановлением КрымЦИКа от 15 сентября 1930 года был вновь создан Биюк-Онларский район (указом Президиума Верховного Совета РСФСР № 621/6 от 14 декабря 1944 года переименованный в Октябрьский), теперь как немецкий национальный (лишённый статуса национального постановлением Оргбюро ЦК КПСС от 20 февраля 1939 года) немецкий, село включили в его состав. Вскоре после начала Великой Отечественной войны, 18 августа 1941 года крымские немцы были выселены — сначала в Ставропольский край, а затем в Сибирь и северный Казахстан.
После освобождения Крыма от фашистов в апреле, 12 августа 1944 года было принято постановление № ГОКО-6372с «О переселении колхозников в районы Крыма» и в сентябре 1944 года в район приехали первые новоселы (57 семей) из Винницкой и Киевской областей, а в начале 1950-х годов последовала вторая волна переселенцев из различных областей Украины. С 25 июня 1946 года Джайчи в составе Крымской области РСФСР. Указом Президиума Верховного Совета РСФСР от 18 мая 1948 года Джайчи переименовали в деревню Подгорная, статус села присвоен позже. 26 апреля 1954 года Крымская область была передана из состава РСФСР в состав УССР. Время включения в Колодезянский сельсовет пока не установлено: на 15 июня 1960 года село уже числилось в его составе.
Указом Президиума Верховного Совета УССР «Об укрупнении сельских районов Крымской области» от 30 декабря 1962 года Подгорное включили в состав Красногвардейского района. Ликвидировано в период с 1968 года, когда Подгорное ещё числилось в Колодезянском совете, по 1977 год, как село уже Найдёновского сельсовета.